# Общност на държавите от Сахел-Сахарския регион
Общността на държавите от Сахел-Сахарския регион (на арабски: تجمع دول الساحل والصحراء) е икономически съюз, чиято цел е да направи тази част от Африка зона на свободна търговия. Организацията е основана през 1998 година от шест страни, към нея впоследствие се присъединяват още 19. ОДССР се стреми към улесняване на търговията и движението на хора между страните-членки, подобно на Европейския съюз. Подписани са договори за сътрудничество с много от институциите на ООН, сред които ЮНЕСКО и Програмата за международно развитие.

## Членки
- Буркина Фасо
- Либия
- Мали
- Нигер
- Судан
- Чад

#### Присъединили се държави (в скоби – годината на присъединяване)
- Централноафриканска република (1999)
- Еритрея (1999)
- Джибути (2000)
- Гамбия (2000)
- Сенегал (2000)
- Египет (2001)
- Мароко (2001)
- Нигерия (2001)
- Сомалия (2001)
- Тунис (2001)
- Бенин (2002)
- Того (2002)
- Кот д'Ивоар (2004)
- Гвинея-Бисау (2004)
- Либерия (2004)
- Гана (2005)
- Сиера Леоне (2005)
- Коморски острови (2007)
- Гвинея (2007)
- Мавритания (2008)
- Кения (2008)
- Сао Томе и Принсипи (2008)
- Кабо Верде (2009)